# Oberonia agastyamalayana
Oberonia agastyamalayana är en orkidéart som beskrevs av C.Sathish Kumar. Oberonia agastyamalayana ingår i släktet Oberonia och familjen orkidéer. Inga underarter finns listade i Catalogue of Life.